# VfB 마르부르크
VfB 마르부르크(독일어: Verein für Bewegungsspiele
1905 Marburg e.V.)는 현재 헤센리가에 소속되어 있는 헤센주의 마르부르크에 연고를 둔 독일 축구 클럽이다.